# Suzana Petersen
Pour les articles homonymes, voir Petersen.
Suzana Petersen, née le 14 octobre 1947, est une joueuse de tennis brésilienne des années 1960.
Elle s'est notamment distinguée aux Jeux olympiques de 1968 au Mexique en remportant trois médailles de bronze en simple, double dames et double mixte.

## Palmarès (partiel)

### Titre en simple dames
Aucun

### Finale en simple dames
Aucune

### Titre en double dames
Aucun

### Finale en double dames
Aucune

## Parcours en Grand Chelem

### En simple dames
| Année | Championnat d'Australie Open d'Australie | Championnat d'Australie Open d'Australie | Internationaux de France | Internationaux de France | Wimbledon       | Wimbledon      | US Open         | US Open        |
| ----- | ---------------------------------------- | ---------------------------------------- | ------------------------ | ------------------------ | --------------- | -------------- | --------------- | -------------- |
| 1968  | -                                        | -                                        | 1er tour (1/64)          | Elena Subirats           | -               | -              | -               | -              |
| 1969  | -                                        | -                                        | 1er tour (1/32)          | Lany Kaligis             | 2e tour (1/32)  | Helen Amos     | 1er tour (1/32) | Margaret Smith |
| 1970  | -                                        | -                                        | -                        | -                        | 1er tour (1/64) | Alena Palmeova | -               | -              |

À droite du résultat, l’ultime adversaire.

### En double dames
| Année | Championnat d'Australie Open d'Australie | Championnat d'Australie Open d'Australie | Internationaux de France      | Internationaux de France  | Wimbledon                    | Wimbledon                 | US Open | US Open |
| ----- | ---------------------------------------- | ---------------------------------------- | ----------------------------- | ------------------------- | ---------------------------- | ------------------------- | ------- | ------- |
| 1968  | -                                        | -                                        | 1er tour (1/16) M. Borba-dias | J. Horcickova V. Kodesova | -                            | -                         | -       | -       |
| 1969  | -                                        | -                                        | -                             | -                         | 1er tour (1/32) G. Moran     | Ada Bakker A. Suurbeek    | -       | -       |
| 1970  | -                                        | -                                        | 2e tour (1/16) F. Bonicelli   | Helen Gourlay Pat Walkden | 1er tour (1/32) M. Greenwood | Gail Sherriff Lesley Hunt | -       | -       |

Sous le résultat, la partenaire ; à droite, l’ultime équipe adverse.

### En double mixte
| Année | Championnat d'Australie Open d'Australie | Championnat d'Australie Open d'Australie | Internationaux de France     | Internationaux de France  | Wimbledon                  | Wimbledon                   | US Open | US Open |
| ----- | ---------------------------------------- | ---------------------------------------- | ---------------------------- | ------------------------- | -------------------------- | --------------------------- | ------- | ------- |
| 1968  | -                                        | -                                        | 1er tour (1/32) C. Fernandes | K. Melville Terry Addison | 3e tour (1/16) Thomaz Koch | Lesley Turner Bill Bowrey   | -       | -       |
| 1969  | -                                        | -                                        | -                            | -                         | 2e tour (1/32) Thomaz Koch | C. Coronado J. E. Mandarino | -       | -       |
| 1970  | n/a                                      | n/a                                      | 2e tour (1/16) E. Gorostiaga | Rosie Casals Ilie Năstase | -                          | -                           | -       | -       |

Sous le résultat, le partenaire ; à droite, l’ultime équipe adverse.

## Parcours aux Jeux olympiques

### En simple dames
| # | Date       | Nom de l'olympiade                 | Surface      | Résultat       | Ultime adversaire    | Score    |          |
| - | ---------- | ---------------------------------- | ------------ | -------------- | -------------------- | -------- | -------- |
| 1 | 14/10/1968 | Jeux olympiques d'été, Guadalajara | Terre (ext.) | 1er tour (1/8) | Julie Heldman        | 6-1, 6-2 | Parcours |
| 2 | 28/10/1968 | Jeux olympiques d'été, Mexico      | Terre (ext.) | Bronze         | María Eugenia Guzmán | Partage  | Parcours |

### En double dames
| # | Date       | Nom de l'olympiade                | Surface      | Résultat      | Partenaire           | Ultimes adversaires          | Score    |          |
| - | ---------- | --------------------------------- | ------------ | ------------- | -------------------- | ---------------------------- | -------- | -------- |
| 1 | 14/10/1968 | Jeux olympiques d'été Guadalajara | Terre (ext.) | 1/4 de finale | Cecilia Rosado       | Rosie Darmon Julie Heldman   | 7-5, 6-0 | Parcours |
| 2 | 28/10/1968 | Jeux olympiques d'été Mexico      | Terre (ext.) | Bronze        | María Eugenia Guzmán | Cecilia Rosado Zaiga Yanzone | Partage  | Parcours |

### En double mixte
| # | Date       | Nom de l'olympiade                | Surface      | Résultat       | Partenaire          | Ultimes adversaires           | Score         |          |
| - | ---------- | --------------------------------- | ------------ | -------------- | ------------------- | ----------------------------- | ------------- | -------- |
| 1 | 14/10/1968 | Jeux olympiques d'été Guadalajara | Terre (ext.) | 1er tour (1/8) | Massimo Di Domenico | Herb Fitzgibbon Julie Heldman | 5-7, 6-3, 6-2 | Parcours |
| 2 | 28/10/1968 | Jeux olympiques d'été Mexico      | Terre (ext.) | Bronze         | Teimuraz Kakulia    | Pierre Darmon · Rosie Darmon  | Partage       | Parcours |

## Parcours en Coupe de la Fédération
| #                                                            | Date       | Lieu        | Surface      | Gagnante(s)                         | Perdante(s)                    | Score    |          |
|                                                              |            |             |              |                                     |                                |          |          |
| 1968 - 2e tour (groupe mondial) - Australie - Brésil - 3 : 0 |            |             |              |                                     |                                |          |          |
| 1                                                            | 22/05/1968 | Paris       | Terre (ext.) | Margaret Smith Court                | Suzana Petersen                | 6-0, 6-0 | Parcours |
| 1                                                            | 22/05/1968 | Paris       | Terre (ext.) | Margaret Smith Court Kerry Melville | M. Borba-dias Suzana Petersen  | 6-0, 6-2 | Parcours |
|                                                              |            |             |              |                                     |                                |          |          |
| 1973 - 1er tour (groupe mondial) - Roumanie - Brésil - 3 : 0 |            |             |              |                                     |                                |          |          |
| 2                                                            | 01/05/1973 | Bad Homburg | Terre (ext.) | Virginia Ruzici                     | Suzana Petersen                | 6-1, 6-2 | Parcours |
| 2                                                            | 01/05/1973 | Bad Homburg | Terre (ext.) | Judith Gohn Mariana Simionescu      | Suzana Petersen Andrea Menezes | 6-1, 6-2 | Parcours |